# Kaj Frederiksen
Kaj Frederiksen (21. september 1916 – 8. juli 1991) var en dansk bokser son deltog under Sommer-OL 1936. Han boksede for Hillerød SK i Hillerød.
Han blev født i Gørlev og døde i København. Han var tvillingebror til Viggo Frederiksen.
I 1936 blev han elimineret i anden runde under Boksning under Sommer-OL 1936, i vægtklassen fluevægt efter at han tabte en kamp mod den kommende sølvmedaljevinder Gavino Matta.